# Wulfila wunda
Wulfila wunda is een spinnensoort in de taxonomische indeling van de buisspinnen (Anyphaenidae).
Het dier behoort tot het geslacht Wulfila. De wetenschappelijke naam van de soort werd voor het eerst geldig gepubliceerd in 1974 door Norman I. Platnick.